# 1966 au théâtre
| Années du théâtre : 1963 - 1964 - 1965 - 1966 - 1967 - 1968 - 1969    |
| Décennies du théâtre : 1930 - 1940 - 1950 - 1960 - 1970 - 1980 - 1990 |

Cet article présente les faits marquants de l'année 1966 au théâtre.

## Pièces de théâtre publiées
- Adieu en Juin (Прощание в июне, Prochanie v ioune) d'Alexandre Vampilov, publiée dans le no 1 de l'almanach Angara (Irkoutsk) et le no 8 de la revue Théâtre.

## Pièces de théâtre représentées
- 25 février : La Fin du monde de Sacha Guitry, mise en scène Jean-Pierre Delage, Théâtre de la Madeleine
- 16 avril : Les Paravents de Jean Genet, mise en scène Roger Blin, Théâtre de l'Odéon
- 20 septembre : Marat-Sade de Peter Weiss, Théâtre Sarah-Bernhardt (première francophone)
- 31 octobre : L'Été de Romain Weingarten, mise en scène Jean-François Adam, Théâtre de Poche Montparnasse
- 5 décembre : Ange pur de Gaby Bruyère, mise en scène de Francis Joffo, Théâtre Édouard VII (création)
- L'Écharde et Le Cheval évanoui de Françoise Sagan, mise en scène Jacques Charon, Théâtre du Gymnase
- Adorable Julia de Marc-Gilbert Sauvajon d’après Somerset Maugham, mise en scène Jean-Laurent

## Naissances
- 22 novembre : Anne Brochet.

## Décès
- 22 novembre : Émile Drain (°1890)